# 549 Jessonda
Jessonda (asteroide 549) é um asteroide da cintura principal com um diâmetro de 18,81 quilómetros, a 1,9826768 UA. Possui uma excentricidade de 0,2607464 e um período orbital de 1 604,29 dias (4,39 anos).
Jessonda tem uma velocidade orbital média de 18,18710215 km/s e uma inclinação de 3,96628º.
Esse asteroide foi descoberto em 15 de Novembro de 1904 por Max Wolf.